# Robert B. Wilson
Robert Butler Wilson, Jr. (16 mei 1937) is een Amerikaans econoom. Hij is als emeritus hoogleraar verbonden aan Stanford University. In 2020 werd aan hem, samen met Paul Milgrom, de Prijs van de Zweedse Rijksbank voor economie toegekend voor verbeteringen in de veilingtheorie en het uitvinden van nieuwe vormen van veilingen.
- Bibsys: 90654776
- Bibliothèque nationale de France: cb12338710r (data)
- Catàleg d'autoritats de noms i títols de Catalunya: 981058515064306706
- CiNii: DA07267177
- DBLP: 76/10866
- Gemeinsame Normdatei: 170758443
- International Standard Name Identifier: 0000 0000 8122 7725
- Library of Congress Control Number: n91083391
- Mathematics Genealogy Project: 130034
- Nationale Bibliotheek van Tsjechië: vse20201095907
- Nationale Bibliotheek van Israël: 987007438428005171
- Système universitaire de documentation: 032338104
- Virtual International Authority File: 44370946
- WorldCat: E39PBJdx4RfdMFCP4c7bHDHQv3

1969: Frisch, Tinbergen ·
1970 : Samuelson ·
1971: Kuznets ·
1972: Hicks, Arrow ·
1973: Leontief ·
1974: Myrdal, Hayek ·
1975: Kantorovitsj, Koopmans ·
1976: Friedman ·
1977: Ohlin, Meade ·
1978: Simon ·
1979: Schultz, Lewis ·
1980: Klein ·
1981: Tobin ·
1982: Stigler ·
1983: Debreu ·
1984: Stone ·
1985: Modigliani ·
1986: Buchanan ·
1987: Solow ·
1988: Allais ·
1989: Haavelmo ·
1990: Markowitz, Miller, Sharpe ·
1991: Coase ·
1992: Becker ·
1993: Fogel, North ·
1994: Harsanyi, Nash, Selten ·
1995: Lucas ·
1996: Mirrlees, Vickrey ·
1997: Merton, Scholes ·
1998: Sen ·
1999: Mundell ·
2000: Heckman, McFadden ·
2001: Akerlof, Spence, Stiglitz ·
2002: Kahneman, Smith ·
2003: Engle, Granger ·
2004: Kydland, Prescott ·
2005: Aumann, Schelling ·
2006: Phelps ·
2007: Hurwicz, Maskin, Myerson ·
2008: Krugman ·
2009: Ostrom, Williamson ·
2010: Diamond, Mortensen, Pissarides ·
2011: Sims, Sargent ·
2012: Roth, Shapley  ·
2013: Fama, Hansen, Shiller  ·
2014: Tirole  ·
2015: Deaton  ·
2016: Hart, Holmström ·
2017: Thaler ·
2018: Nordhaus, Romer ·
2019: Banerjee, Duflo, Kremer ·
2020: Milgrom, Wilson ·
2021: Imbens, Angrist, Card ·
2022: Bernanke, Diamond, Dybvig ·
2023: Goldin ·
2024: Acemoglu, Johnson, Robinson